# Sarah Ulmer (cyclisme)
Pour les articles homonymes, voir Sarah Ulmer.

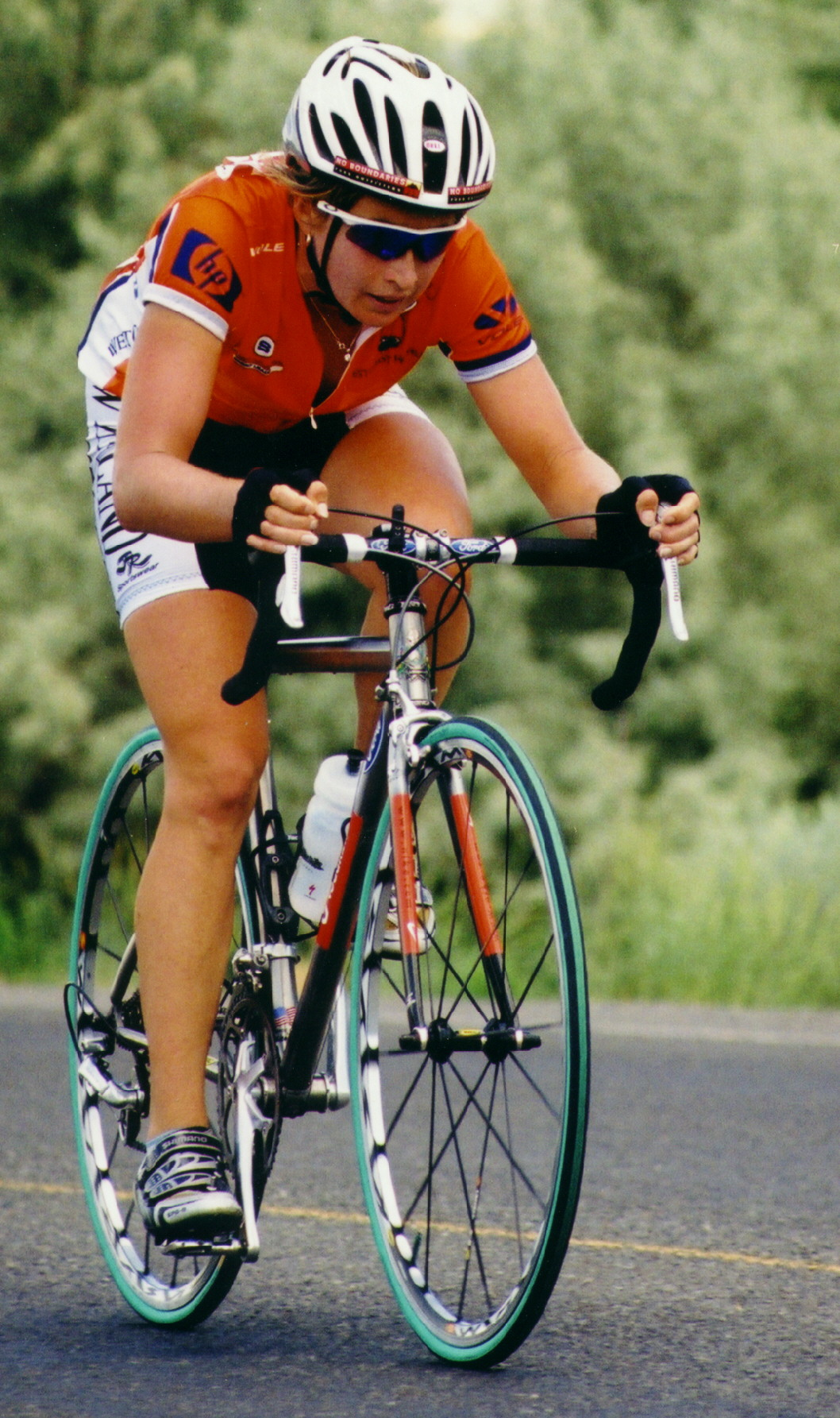
Sarah Ulmer lors du Women's Challenge 2002.

Sarah Ulmer, née le 14 mars 1976 à Auckland, est une coureuse cycliste néo-zélandaise. Elle a été championne olympique et championne du monde de poursuite en 2004.

## Biographie
Résidente à Cambridge (île du Nord), Sarah Ulmer est considérée comme une des plus grandes athlètes de la nation néo-zélandaise.

## Palmarès sur route
- 1999
  - 9e étape du Women's Challenge
- 2000
  - 3e du Women's Challenge
- 2001
  - 11e étape du Tour de l'Aude
- 2004
  - 4e étape du Geelong Tour
- 2005
  -  Champion de Nouvelle-Zélande sur route
  -  Médaillée d'or de la course en ligne aux Jeux océaniens
  -  Médaillée d'or du contre-la-montre aux Jeux océaniens
  - 4e étape du Tour Cycliste Féminin de la Drôme
  - 3e du Luk Challenge
- 2006
  - Wellington Women's World Cup
  - Tour de Nouvelle-Zélande
    - Classement général
    - 1re et 4e étapes

  - Fitchburg Longsjo Classic
- 2007
  - 3e du championnat de Nouvelle-Zélande sur route

## Palmarès sur piste

### Jeux olympiques
- Athènes 2004
  -  Championne olympique de poursuite

### Championnats de monde
- 1999
  -  Médaillée de bronze de la course aux points
- Melbourne 2004
  -  Championne du monde de poursuite

### Coupe du monde
- 1995
  - 1re de la poursuite à Cottbus
  - 1re de la poursuite à Adélaïde
  - 1re de la poursuite à Tokyo
- 1999
  - 2e de la poursuite à San Francisco
  - 2e de la poursuite à Cali
- 2002
  - 1re de la poursuite à Sydney
  - 1re du scratch à Sydney
  - 3e de la course aux points à Sydney
- 2003
  - Classement général de la poursuite
  - 1re de la poursuite à Sydney
  - 3e de la course aux points à Sydney
  - 3e du scratch à Sydney
- 2004
  - Classement général de la poursuite
  - 1re de la poursuite à Sydney
  - 3e de la course aux points à Sydney

### Jeux du Commonwealth
- Manchester 2002
  -  Médaillée d'or de la poursuite

### Championnats de Nouvelle-Zélande
- Championne de Nouvelle-Zélande de poursuite : 1996, 2002 et 2003
- Championne de Nouvelle-Zélande de course aux points : 2003